# Borja García Santamaría
Borja García Santamaría (Laredo, Cantabria, 7 de enero de 1990) es un futbolista español que juega en el Barakaldo C. F. de la Primera Federación, habitualmente como defensa en la posición de central.

## Trayectoria
Jugador formado en las categorías inferiores del Racing de Santander llegando a debutar en Primera División de España con el primer equipo en el estadio de Mestalla de Valencia el 27 de agosto de 2011. Además, sería convocado por la selección española sub-19.
Después de finalizar su etapa en el Real Racing Club "B", pasó por distintos equipos de la Tercera División, como la Sociedad Deportiva Laredo y la Peña Deportiva Santa Eulalia. En la campaña 2013-2014 finalizó la campaña en el Ontinyent C. F.
En la temporada 2014-2015, firma por el Real Avilés.
En verano de 2015, se compromete con la Unión Deportiva Logroñés.
En la temporada 2017-18, firma por la Extremadura Unión Deportiva de la Segunda División B de España, con la que consigue el ascenso a la Segunda División de España, disputando 35 partidos en los que anota dos goles.
En la temporada 2018-19, tras jugar un encuentro en la jornada 3 de Segunda División de España frente al Sporting de Gijón sufre una lesión en el tobillo que le impediría volver a jugar durante la primera vuelta de la competición. En febrero de 2019, tras su recuperación es cedido a la Unión Deportiva Logroñés de la Segunda División B de España.
En la temporada 2019-20, sería cedido al Real Club Recreativo de Huelva de la Segunda División B de España.
El 6 de octubre de 2020, firma por la Unió Esportiva Cornellà de la Segunda División B de España.
El 29 de junio de 2022, firma por el CD Badajoz de la Primera Federación.
Tras finalizar contrato con el conjunto pacense, el 18 de agosto de 2023 firmaría por el Barakaldo CF de la Segunda Federación.

## Clubes
| Club                                    | País   | Año       |
| --------------------------------------- | ------ | --------- |
| Real Racing Club "B"                    | España | 2009-2013 |
| Sociedad Deportiva Laredo               | España | 2013      |
| Peña Deportiva Santa Eulalia            | España | 2013-2014 |
| Ontinyent C. F.                         | España | 2014      |
| Real Avilés                             | España | 2014-2015 |
| U. D. Logroñés                          | España | 2015-2016 |
| La Hoya Lorca Club de Fútbol            | España | 2016-2017 |
| Extremadura Unión Deportiva             | España | 2017-2022 |
| Unión Deportiva Logroñés (cedido)       | España | 2019      |
| Real Club Recreativo de Huelva (cedido) | España | 2019-2020 |
| UE Cornellà                             | España | 2020-2022 |
| CD Badajoz                              | España | 2022-2023 |
| Barakaldo CF                            | España | 2023-     |